# Daniela Ceccarelli
Daniela Ceccarelli (Frascati, 25 settembre 1975) è un'allenatrice di sci alpino ed ex sciatrice alpina italiana, campionessa olimpica nel supergigante a Salt Lake City 2002.

## Biografia
Figlia di un colonnello pilota dell'Aeronautica Militare, ha imparato a sciare a Campocatino, in provincia di Frosinone .

### Carriera sciistica
Specialista nelle discipline veloci, entrò a far parte dello sci club Selvino di Bergamo sotto la guida di Tony Morandi e nel 1996 si trasferì a Cesana Torinese. Dal 1998 entrò stabilmente nella nazionale italiana, dove rimase fino al 2010, gareggiando come atleta del Gruppo Sportivo Fiamme Oro.

#### Stagioni 1995-2001
Esordì in Coppa Europa il 16 dicembre 1994 a Gressoney-La-Trinité in slalom gigante, senza completare la prova, e in Coppa del Mondo il 7 marzo 1996 a Kvitfjell in supergigante (21ª). In Coppa Europa ottenne 6 podi, il primo l'8 gennaio 1997 a Tignes in discesa libera (3ª) e l'ultimo l'8 febbraio 1998 a Castelrotto in supergigante (3ª), e si piazzò al 2º posto della classifica generale nella stagione 1996-1997.
Esordì ai Campionati mondiali a Vail/Beaver Creek 1999, dove si piazzò 18ª nel supergigante; ai successivi Mondiali di Sankt Anton am Arlberg 2001 fu 16ª nella discesa libera, 15ª nel supergigante e 15ª nella combinata.

#### Stagioni 2002-2010
Conquistò il primo podio in Coppa del Mondo il 22 dicembre 2001 a Sankt Moritz in supergigante (2ª); ai successivi XIX Giochi olimpici invernali di Salt Lake City 2002, suo esordio olimpico, vinse la medaglia d'oro nel supergigante e si classificò 20ª nella discesa libera e 15ª nella combinata. Conquistò l'ultimo podio in Coppa del Mondo il 13 dicembre 2002 a Val-d'Isère in supergigante (2ª); in seguito partecipò ai Mondiali di Sankt Moritz 2003, dove si piazzò 13ª nella discesa libera e non completò il supergigante, e di Bormio/Santa Caterina Valfurva 2005, suo congedo iridato, dove fu 14ª nella discesa libera non completò la combinata.
Ai XX Giochi olimpici invernali di Torino 2006, sua ultima presenza olimpica, pur essendosi infortunata al ginocchio una settimana prima della rassegna si classificò 31ª nel supergigante. Nel 2010 un nuovo infortunio le precluse ogni possibilità di qualificarsi per i XXI Giochi olimpici invernali di Vancouver 2010 e si ritirò durante la stagione 2009-2010; la sua ultima gara fu la discesa libera di Coppa del Mondo disputata il 23 gennaio a Cortina d'Ampezzo e chiusa dalla Ceccarelli al 39º posto.

### Carriera da allenatrice
Nel 2013 fondò a Sansicario assieme al marito, l'allenatore di sci alpino Alessandro Colturi, e al fratello Davide, ex sciatore, uno sci club; come allenatrice segue, insieme al marito, la figlia Lara Colturi, a sua volta sciatrice alpina.
Dalla stagione 2022-2023 è stata nominata direttrice tecnica della Nazionale di sci alpino dell'Albania, a seguito della decisione di far competere la figlia sotto bandiera albanese.

### Altre attività
Nel 2010 fu eletta nel consiglio federale della Federazione italiana sport invernali, con l'incarico di rappresentante degli atleti; dalle Olimpiadi di Vancouver 2010 è commentatrice sportiva delle gare di sci alpino per la Rai, impegno che ha sensibilmente ridotto dalla stagione 2022-2023, in virtù della sua attività di allenatrice della figlia.

## Palmarès

### Olimpiadi
- 1 medaglia:
  - 1 oro (supergigante a Salt Lake City 2002)

### Coppa del Mondo
- Miglior piazzamento in classifica generale: 16ª nel 2003
- 3 podi:
  - 2 secondi posti (in supergigante)
  - 1 terzo posto (in discesa libera)

### Coppa Europa
- Miglior piazzamento in classifica generale: 2ª nel 1997
- 6 podi:
  - 1 secondo posto
  - 5 terzi posti

### Nor-Am Cup
- Miglior piazzamento in classifica generale: 40ª nel 2002
- 1 podio:
  - 1 terzo posto

### South American Cup
- Miglior piazzamento in classifica generale: 5ª nel 2003
- 2 podi:
  - 2 vittorie

#### South American Cup - vittorie
| Data           | Località  | Paese     | Specialità |
| -------------- | --------- | --------- | ---------- |
| 28 agosto 2002 | Las Leñas | Argentina | GS         |
| 30 agosto 2002 | Las Leñas | Argentina | SG         |

Legenda:

SG = supergigante

GS = slalom gigante

### Campionati italiani
- 11 medaglie[9]:
  - 2 ori (supergigante nel 2002; discesa libera nel 2003)
  - 3 argenti (combinata nel 1998; discesa libera nel 1999; discesa libera nel 2001)
  - 6 bronzi (supergigante nel 1998; supergigante, slalom gigante nel 2000; supergigante nel 2001; discesa libera nel 2008; discesa libera nel 2009)